# Hubertus Meyer-Burckhardt

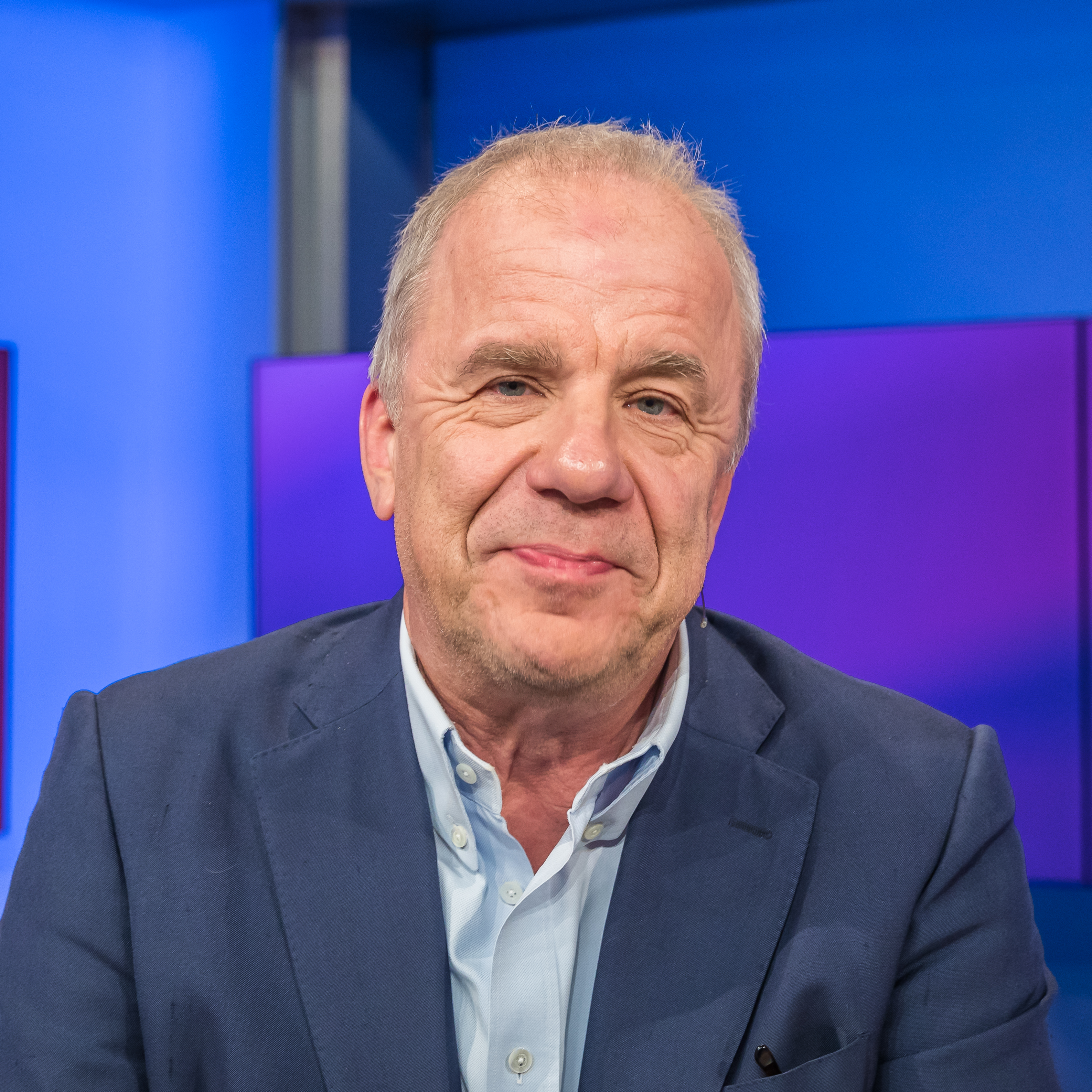
Hubertus Meyer-Burckhardt (2022)

Hubertus Meyer-Burckhardt (* 24. Juli 1956 in Kassel) ist ein deutscher Fernsehmoderator und -produzent sowie Journalist, Manager in der Medienbranche und Schriftsteller.

## Leben und Karriere
Meyer-Burckhardt wuchs als Sohn des Angestellten Hubertus Meyer-Burckhardt und seiner Frau Brigitte, geborene Vollbrecht, als Einzelkind in Kassel auf. Er legte 1975 das Abitur am Kasseler Friedrichsgymnasium ab. Meyer-Burckhardt studierte zunächst Geschichte und Philosophie an der FU Berlin und in Hamburg. Zwischen 1979 und 1981 war er Regieassistent am Thalia-Theater in Hamburg und an den Staatlichen Schauspielbühnen Berlin, unter anderem von Boy Gobert und Hans Hollmann. Von 1981 bis 1984 besuchte er die Hochschule für Fernsehen und Film (HFF) in München. Zwischen 1984 und 1993 arbeitete er für TC-E, als Creative Director für die Werbeagentur BBDO in Düsseldorf und für die neue deutsche Filmgesellschaft (ndF) in München. 1993 gründete er mit der ndF die Akzente Film, deren geschäftsführender Gesellschafter er war. Für die ARD entwickelte und moderierte er 1994 Sowieso – Die Sonntagsshow, für die er mit dem Adolf-Grimme-Preis ausgezeichnet wurde. Bekannt wurde Meyer-Burckhardt als Moderator der NDR Talk Show (mit Alida Gundlach) von 1994 bis 2001.
Von 1999 bis 2001 war er außerdem Vorsitzender der Geschäftsführung der Multimedia Film- und Fernsehproduktion GmbH, eines Joint Venture der Axel Springer AG mit der Studio Hamburg GmbH. Von Dezember 2001 bis Juli 2004 war er Mitglied des Vorstands der Axel Springer AG im Ressort Elektronische Medien und Buch. Zum 1. Juli 2004 wechselte er vom Aufsichtsrat der ProSiebenSat.1 Media AG in deren Vorstand. 2006 zog Meyer-Burckhardt zurück nach Hamburg, wo er als Nachfolger von Matthias Esche Geschäftsführer der Polyphon-Gruppe wurde, die zum Studio Hamburg des NDR gehört. Gemeinsam mit Fred Kogel übernahm Meyer-Burckhardt die Geschäftsführung von Polyscreen, einem paritätischen Joint Venture der Polyphon mit der Constantin Film AG.
Zum 31. Mai 2013 verließ Meyer-Burckhardt die Geschäftsführung von Polyphon auf eigenen Wunsch. Er arbeitete bis zum 31. Dezember 2019 als Produzent weiter für die Polyphon. Meyer-Burckhardt war Jury-Mitglied des Deutschen Fernsehpreises.

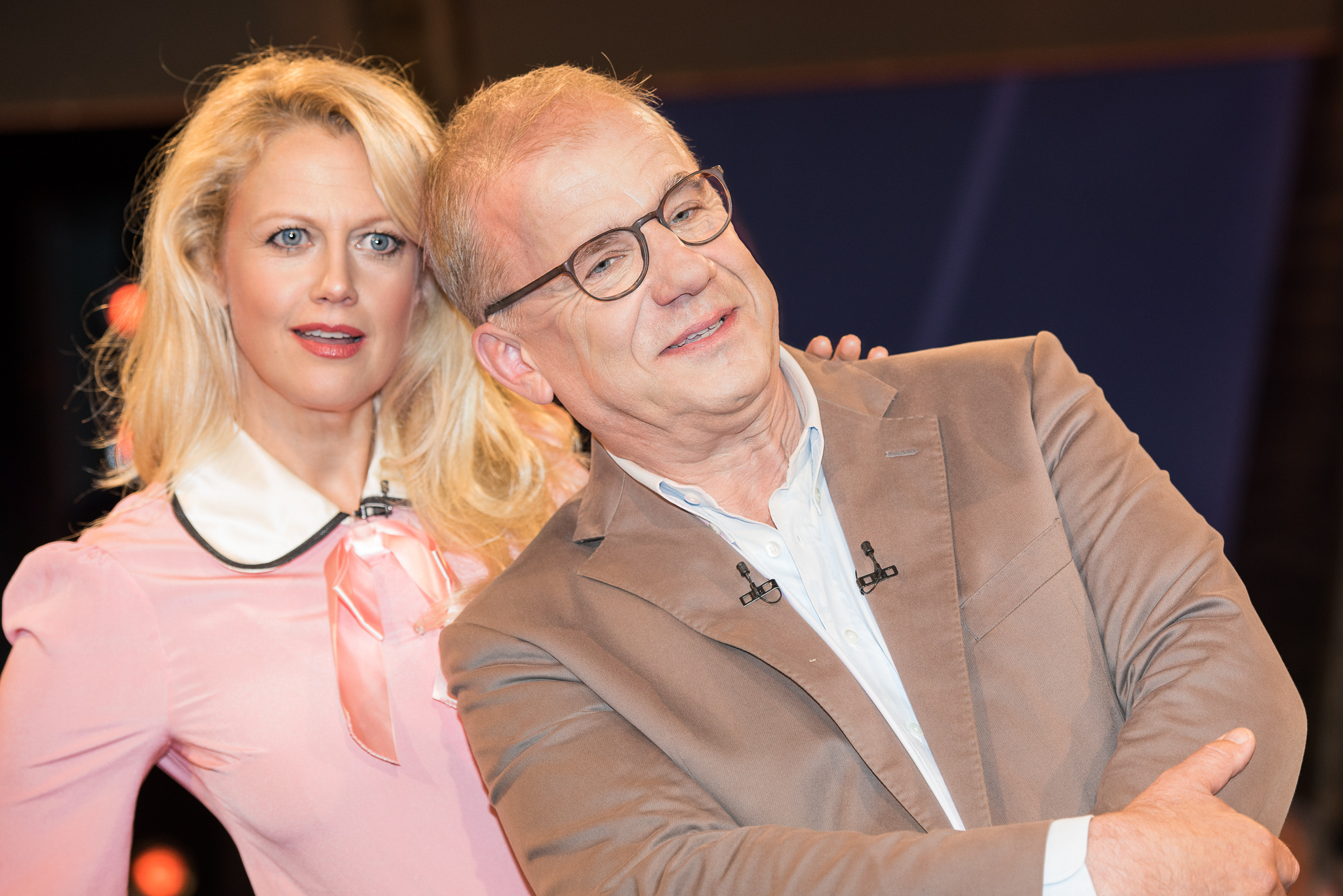
Barbara Schöneberger (l.) und Hubertus Meyer-Burckhardt (r.) als Gastgeber der NDR Talkshow (2017)

Von 2007 bis 2012 war er Professor an der Hochschule für bildende Künste Hamburg und war in dieser Eigenschaft bis 2012 einer von zwei Verantwortlichen für den Bereich Produktion der Hamburg Media School. Seit Januar 2008 ist Meyer-Burckhardt wieder Gastgeber der NDR Talk Show, gemeinsam mit Barbara Schöneberger. Im Oktober 2023 moderierten sie zusammen die 1000. Folge.
Von 2014 bis 2024 hatte er mit Meyer-Burckhardts Frauengeschichten seinen eigenen Podcast, in dem am ersten Sonntag eines Monats beim Radiosender NDR Info bemerkenswerte Frauen vorgestellt wurden. Angelehnt an die Radiosendung erschien 2017 sein erstes Sachbuch mit dem Titel Frauengeschichten – Was ich von starken Frauen gelernt habe. Daraufhin folgte 2022 die Veröffentlichung des zweiten Sachbuchs zu Meyer-Burckhardts Frauengeschichten mit dem Titel Zehn Frauen.
In einer Folge der Reihe Pfarrer Braun, die in seiner Heimatstadt Kassel spielte, übernahm er 2010 eine Gastrolle als Elektromonteur. Seit 2010 ist er Pate des Kinderhospizes Bethel für unheilbar erkrankte Kinder. Ferner unterstützt er verschiedene Sterbe-Hospize. In der NDR Quizsendung Kaum zu glauben! ist er seit 2014 Teil des Rateteams. Vom 1. Januar 2016 bis zum 14. Mai 2020 war Hubertus Meyer-Burckhardt Aufsichtsratsmitglied des Ernst-Deutsch-Theaters in Hamburg.

## Privates
Meyer-Burckhardt ist Vater zweier Kinder und mit der Journalistin Dorothee Röhrig verheiratet. Im Jahre 2017 wurde bei ihm eine Krebserkrankung diagnostiziert.

## Auszeichnungen
- 2002 Ehrennadel der Stadt Kassel
- fünf Goldene Löwen, Bayerischer Fernsehpreis, Nominierung für den International Emmy Award, drei Adolf-Grimme-Preise für Das Urteil
- Adolf-Grimme-Preis 1994 Sowieso – Die Sonntagsshow
- nominiert für den Adolf-Grimme-Preis 1992 als Autor, Produzent und Moderator der ARD-Sendung How much?
- 2017 Hamburger Produzentenpreis für Deutsche Fernsehproduktionen für das NDR-Drama Meine fremde Freundin
- 2018 FIPA d’Or für die beste Hauptdarstellerin und das beste Drehbuch für das NDR-Drama Meine fremde Freundin beim FIPA - Festival de création audiovisuelle internationale[12]
- 2019 Medienpreis Goldener Kompass (Christliche Medieninitiative pro)[13][14]

## Veröffentlichungen
- Die Kündigung. Roman. Ullstein, Berlin 2011, ISBN 978-3-550-08849-0 (Hörbuch: procella books/Hypertension, Hamburg 2011, ISBN 978-3-9814740-0-8).
- Die kleine Geschichte einer großen Liebe. Roman. Bastei Lübbe, Köln 2014, ISBN 978-3-431-03901-6.
- Meine Tage mit Fabienne. Roman. Bastei Lübbe, Köln 2016, ISBN 978-3-431-03953-5 (Hörbuch, Lübbe Audio, Köln 2016, ISBN 978-3-7857-5218-0)
- Frauengeschichten - Was ich von starken Frauen gelernt habe. Sachbuch. Gütersloher Verlagshaus, Gütersloh 2017, ISBN  978-3-579-08659-0
- Diese ganze Scheiße mit der Zeit: Meine Entdeckung des Jetzt. Gräfe und Unzer, München 2019, ISBN 978-3-8338-7037-8 (Hörbuch: GU Audiobook, München 2021, EAN 9783833882234)
- Zehn Frauen. Meyer-Burckhardts Frauengeschichten. Sachbuch. Gräfe und Unzer, München 2022, ISBN 978-3-8338-8230-2
- "Die Sonne scheint immer. Für die Wolken kann ich nichts." Was meine Großmutter mir über das Leben erzählte. Sachbuch. Heyne Verlag, München 2025, ISBN 978-3-453-21888-8

## Filmografie (Auswahl)
- 1993–1994: Sowieso – die Sonntagsshow (ARD) (Adolf-Grimme-Preis)
- 1994–2001: NDR Talk Show mit Alida Gundlach (NDR)
- 1996: Trickser (TV-Film, Regie: Oliver Hirschbiegel)[15]
- 1996: Rendezvous des Todes (TV-Film, Regie: Richard Huber)[16]
- 1997: Das Urteil (TV-Film, Regie: Oliver Hirschbiegel)
- 2002: Mein letzter Film (Kinospielfilm, Regie: Oliver Hirschbiegel)
- 2005: Ein ganz gewöhnlicher Jude (Kinospielfilm, Regie: Oliver Hirschbiegel)
- Seit 2008: NDR Talk Show mit Barbara Schöneberger (NDR)
- 2010: Dinner for one auf Nordhessisch (Comedy TV-Sketch)
- 2011: Blaubeerblau (TV-Film, Regie: Rainer Kaufmann)[17]
- 2012: Der Klügere zieht aus (TV-Film, Regie: Christoph Schnee)
- 2013: Mein Mann, ein Mörder (TV-Film, Regie: Lancelot von Naso)
- 2014: Blindgänger (TV-Film, Regie: Peter Kahane)[18]
- 2015: Hamburg 1945: wie die Stadt gerettet wurde (Fernsehdokumentation Unsere Geschichte NDR)
- 2017: Meine fremde Freundin (TV-Film, Regie: Stefan Krohmer)[19]
- 2018: Getrieben (TV-Film in Zusammenarbeit mit M.I.M. Made in Munich Movies GmbH, Regie: Maris Pfeiffer)[20]
- 2018: Jahrhundertebauten des Nordens (Fernsehdokumentation Unsere Geschichte NDR)
- 2019: Das Versprechen (TV-Film gemeinsam produziert mit Christoph Bicker, Regie: Till Endemann)[21]
- 2020: Der Nord-Ostsee-Kanal – Verbindet die Meere, teilt das Land (Fernsehdokumentation Unsere Geschichte NDR)
- 2021: 50 Jahre Transitstrecke – Als die Grenze zur DDR durchlässig wurde (Fernsehdokumentation Unsere Geschichte NDR)
- 2022: Sylt, das Blumenmädchen und der Damm – der Bau und die Geschichte des Hindenburgdamms (Fernsehdokumentation Unsere Geschichte NDR)
- 2023: Der Elbtunnel: Pionierwerk und Staufalle (Fernsehdokumentation Unsere Geschichte NDR)
- 2023: Mit 100 Jahren alten Reiseführern auf Spurensuche im Norden (1–3) In: Meyer-Burckhardts Zeitreisen. Auf historischer Spurensuche (NDR)
- 2024: Mit einem Reiseführer von 1914 durch Norddeutschland (1–3) In: Meyer-Burckhardts Zeitreisen. Auf historischer Spurensuche (NDR)